# Amir Charles
Amir Charles (5 februari 1981) was een Nederlands televisiepresentator en dj.
Amir Charles was dj voordat hij in 2006 werd gevraagd als muzieksamensteller bij Music Programmer bij muziekzender TMF. Sinds maart 2008 presenteerde hij de TMF Superchart, de eerste Nederlandse hitparadeshow die gebaseerd is op downloads en webviews. Naast presentator van de TMF draaide hij regelmatig in clubs met de show TMF Superchart On Tour. Verder was hij wekelijks op woensdagmiddag te zien in het liveprogramma Kijkditnou, waarin hij verslag deed van het laatste nieuws op muziekgebied. Tevens heeft Charles gewerkt voor The Box en MTV.
Sinds 2015 was Charles werkzaam bij 3FM als muzieksamensteller en was hij coördinator van 3FM Talent. In 2018 stapte hij over naar Sony Music.
Charles heeft sinds 2005 een relatie met Barbara Karel. Ze hebben twee zoons en een dochter. 